# Bosque (banda)
Bosque es una banda portuguesa del género musical funeral doom formada el año 2005. Sus letras hablan de la naturaleza y la soledad. Su estilo musical es un funeral doom altamente depresivo, con guitarras crudas mezcladas con coros y partes acústicas. Han hecho un split junto con Senthil.
La banda se define como una Catársis Doom sin termino.

## Discografía
- Dead Nature (Demo) - 2005
- Under The Capricorn Sky / Premeditation (Split con Senthil)- 2006